# 分歧者2：叛亂者
《分歧者2：叛亂者》（英語：The Divergent Series: Insurgent）是一部於2015年上映的美國科幻冒險動作片，改編自薇若妮卡·羅斯的小說《叛亂者》，為2014年電影《分歧者·異類叛逃》的續集，「分歧者系列電影」的第二部。導演為勞勃·史溫凱，道格拉斯·威克、波亞·夏巴茲安和露西·費雪監製、布萊恩·杜菲爾德與阿奇瓦·高斯曼編劇。而前集的導演尼爾·比格則轉為執行製片人。電影由雪琳·伍德莉、席歐·詹姆斯、娜奧美·屈絲、傑·寇特尼、雷·史蒂文森、安塞爾·埃爾格特
、柔伊·克拉維茲、凱特·溫斯蕾、奧塔薇亞·史班森、Maggie Q及麥爾斯·泰勒主演。
電影定於2015年3月20日在美國上映。雖獲得了兩極的評價，但電影的票房相當成功，在全球首週獲得了超過9900萬美元的亮眼票房，在北美榮登第一名寶座。
續集《分歧者3：赤誠者》於2016年3月18日推出。

## 劇情
劇情承接上集《分歧者》震撼結局，翠絲（雪琳·伍德莉 飾）與四號（席歐·詹姆斯 飾）搗毀舊世界的秩序，曝露他們的分歧者身分之後，如今已淪為逃犯，被博學派領導人珍寧（凱特·溫絲蕾 飾）佈下天羅地網追捕！
大權在握並掌控無畏派叛軍的珍寧，在已成為反烏托邦本營的芝加哥廢墟中，大肆搜索所有潛在的分歧者。翠絲與四號兩人暗中游走於友好派、直言派、克己派、無畏派等派別，企圖尋找同盟。親友因她牽連而喪命的悲痛，令翠絲必須勇敢拋開內疚，重新定義自己，找出她家人不惜犧牲生命所要保護的信念，和博學派不擇手段對她趕盡殺絕的原因。翠絲決定面對自己最深沉黑暗的恐懼，接受一連串近乎不可能的挑戰，才能揭開這個世界過去的祕密，以及未來的真相。

## 演員
| 演員             | 角色                                         |
| 雪琳·伍德莉      | 碧翠絲·「翠絲」·普里爾 Beatrice "Tris" Prior |
| 席歐·詹姆斯      | 托比亞·「四號」·伊頓 Tobias "Four" Eaton     |
| 奧塔薇亞·史班森  | 喬安娜·萊斯 Johanna Reyes                    |
| 傑·寇特尼        | 艾瑞克 Eric                                  |
| 凱特·溫斯蕾      | 珍寧·馬修斯 Jeanine Matthews                 |
| 安塞爾·埃爾格特  | 迦勒·普里爾 Caleb Prior                      |
| 娜奧美·屈絲      | 伊芙琳·喬韓森·伊頓 Evelyn Johnson-Eaton      |
| 雷·史蒂文森      | 馬可斯·伊頓 Marcus Eaton                     |
| 柔伊·克拉維茲    | 克莉絲汀娜 Christina                         |
| 米基·菲佛        | 麥克斯 Max                                   |
| 麥爾斯·泰勒      | 彼得·海斯 Peter Hayes                        |
| Maggie Q         | 多麗·吳 Tori Wu                              |
| Keiynan Lonsdale | 烏利亞·帕杜雷德 Uriah Pedrad                 |
| 蘇琪·沃特豪斯    | 瑪琳 Marlene                                 |
| 羅莎·薩拉查      | 琳 Lynn                                      |
| 艾希莉·賈德      | 娜塔莉·普里爾 Natalie Prior                  |
| 金大賢           | 傑克·康 Jack Kang                            |
| 安傑·安東尼      | 海克特 Hector                                |
| 瓊尼·威斯頓      | 艾德格 Edgar                                 |

## 制作
2013年12月，顶峰娱乐宣布《反叛者》的改编电影《分歧者2：叛乱者》将于2015年3月20日上映，将作为《分歧者》改编电影《分歧者：异类觉醒》的续集。布莱恩·杜菲尔德初定为电影编剧。2013年12月26日，《异类觉醒》系列导演尼尔·伯格将不再执导《叛乱者》，宣称把全副精力投入到首部电影的制作中。2014年2月13日，勞勃·史溫凱被聘为电影导演，阿奇瓦·高斯曼接替杜菲尔德担任编剧。

## 發行
《分歧者2：叛亂者》定於2015年3月20日在北美各戲院上映。首部預告片於2014年11月12日在官方YouTube上釋出。2014年12月12日，釋出官方全長預告片。
北美地區於2015年8月4日正式發行DVD和藍光版本

### 評價
電影獲得了褒貶不一的評價。爛番茄根據184位專業影評人有28％的新鮮度，平均得分5／10。Metacritic基於39篇評論得分42（滿分100），IMDB得分6.3，象徵著評價好壞平均參雜。CinemaScore據民意調查，觀眾從「A +」到「F」的評價給了「A-」的分數。有些人覺得少許橋段雷同《駭客任務》和《移動迷宮》。

### 票房
北美方面，首週末5400萬美元居冠，與第一集的5460萬美元基本持平。次周末取得2208万列第三位。
中国大陆方面，首周三天收获5600万人民币列第四位，次周收4300万列第四位。
台灣方面，首週三天票房為新台幣3700萬元；次週票房累計至新台幣6000萬元；第三週票房累計至新台幣8900萬元；第四週票房累計至新台幣9900萬元；第五週票房累計至新台幣1.02億元。
| 上一届： 《灰姑娘》   | 2015年美國週末票房冠軍 第12周    | 下一届： 《疯狂外星人》 |
| 上一届： 《仙履奇緣》 | 2015年台北週末票房冠軍 第12-13周 | 下一届： 《玩命關頭7》  |

## 續集
2014年4月11日，頂峰娛樂宣布，三部曲的最後電影《分歧者3：赤誠者》決定推出，且將成上下兩集。上集預定發布於2016年3月18日，而下集則於2017年3月24日發布。2014年12月5日，宣布，勞勃·史溫凱將回歸執導上集。《分歧者3：赤誠者》正式拍攝於2015年5月18日在亞特蘭大開拍。

## 書籍
| 出版日期 | 書名                | 作者           | 譯者   | 出版社 | ISBN               |
| -------- | ------------------- | -------------- | ------ | ------ | ------------------ |
| 2015年   | 《分歧者 2 叛亂者》 | 薇若妮卡．羅斯 | 簡秀如 | 高寶   | ISBN 9789861857961 |

## 外部連結
- 互联网电影数据库（IMDb）上《分歧者2：叛亂者》的资料（英文）
- 爛番茄上《分歧者2：叛亂者》的資料（英文）
- AllMovie上《分歧者2：叛亂者》的资料（英文）
- Box Office Mojo上《分歧者2：叛亂者》的資料（英文）
- Metacritic上《分歧者2：叛亂者》的資料（英文）
- 開眼電影網上《分歧者2：叛亂者》的資料（繁體中文）
- 时光网上《分歧者2：叛亂者》的資料（简体中文）
- 豆瓣电影上《分歧者2：叛亂者》的資料 （简体中文）